# Teilnehmerbetriebsklasse
Im ISDN und in anderen Nachrichtennetzen können Teilnehmer zu einer Teilnehmerbetriebsklasse (engl.: closed user group, CUG) zugeordnet werden, die für externe Verbindungen eingeschränkt sind. Dabei können unterschiedliche Berechtigungen innerhalb einer CUG den Teilnehmer zugewiesen werden, wobei die Zuordnung auf Basis der Rufnummer erfolgt.
Unterschiedliche Berechtigungen für Teilnehmer einer Teilnehmerbetriebsklasse können sein:
- Berechtigungen zur Annahme oder zum Aufbau von Verbindungen nur innerhalb der CUG
- Berechtigungen zur Annahme oder zum Aufbau von Verbindungen außerhalb der CUG
- Berechtigungen zur Annahme oder zum Aufbau von Verbindungen mit Teilnehmern anderer CUG

Die Notrufe 110 und 112 sind von den Einschränkungen nicht betroffen und können von jedem Teilnehmer aufgebaut werden.